# Trichestra molybdesis
Trichestra molybdesis là một loài bướm đêm trong họ Noctuidae.